# Benjamin Crljenkovic
Benjamin „Benno“ Crljenkovic (* 3. März 1975) ist ein ehemaliger deutscher Footballspieler.

## Laufbahn
Crljenkovic spielte bis 1999 bei den Bremen Buccaneers, mit denen er in seinem letzten Spieljahr Meister der Nordstaffel der zweiten Liga wurde. Der in der Offensive Line eingesetzte Spieler ging im Vorfeld der Saison 2000 zu den Hamburg Blue Devils in die höchste deutsche Liga, die GFL. In seiner zunächst bis zum Ende des Spieljahres 2004 andauernden Hamburger Zeit wurde Crljenkovic mit der Mannschaft drei Mal deutscher Meister (2001, 2002, 2003).
2005 und 2006 spielte er bei Hamburgs Erzrivalen Braunschweig Lions und gewann mit den Niedersachsen in beiden Jahren die deutsche Meisterschaft. Der 1,86 Meter große Crljenkovic ging nach Hamburg zurück und trug 2007 wieder die Farben der Blue Devils. Gleichzeitig gehörte er 2007 zum Trainerstab der Weyhe Vikings (zweite Liga). Ebenfalls im Jahr 2007 nahm er mit der deutschen Nationalmannschaft an der Weltmeisterschaft teil und erreichte den dritten Rang. 2008 spielte er für die Kiel Baltic Hurricanes und wurde mit den Fördestädtern deutscher Vizemeister. In der Spielzeit 2009 pausierte er aufgrund von Rückenbeschwerden als Spieler und kümmerte sich bei den Kielern als Assistenztrainer um die Offensive Line. Crljenkovic kehrte als Spieler auf den Rasen zurück und stand in der 2010er Saison wieder in Diensten der Braunschweig Lions. Es folgte wieder der Gang nach Kiel, dort erlitt er 2011 eine Verletzung, die seiner Spielerlaufbahn ein Ende bereitete. 2011 gehörte er zudem zeitweilig dem Trainerstab des Regionalligisten Bremen Firebirds an.
Crljenkovic, der den Spitznamen „Benno“ trägt, war in den Jahren 2012 und 2013 Cheftrainer der Ritterhude Badgers. 2012 führte er sie zum Aufstieg in die Regionalliga. In der Saison 2018 war er Assistenztrainer bei den Bremerhaven Seahawks und dort für die Offensive Line zuständig. Ende November 2018 kehrte er ins Cheftraineramt in Ritterhude zurück.